# .mk
.mk е интернет домейнът от първо ниво, предназначен за Северна Македония. Услугите по регистрация се извършват от Македонската академична изследователска мрежа (МАРНет).
На 8 май 1995 г. МАРНет, въз основа на правата, делегирани от страна на IANA, избира йерархичен модел на адресиране в рамките на домейна от първо ниво .mk.
Домейни от първо ниво, които имат право на регистриране, са:
- mk – търговски дружества, държвани органи на Северна Македония и др.

Домейни от второ ниво, които имат право на регистриране са:
- org.mk – нестопански организации, чуждестранни посолства, политически партии и др.;
- com.mk – търговски дужества и др.;
- gov.mk – държвани органи на Северна Македония;
- net.mk – организации които предоставят телекомуникационни услуги на трети лица;
- inf.mk – домейни от значение за Северна Македония;
- name.mk – физически лица, граждани на Северна Македония и чуждестранни физически лица.